# Sphaerodeltis
Sphaerodeltis és un gènere monotípic d'arnes de la família Crambidae. Conté només una espècie, Sphaerodeltis psammoleuca, que es troba a la República Democràtica del Congo.